# Unzela
Unzela este un gen de molii din familia Sphingidae. 

## Specii
- Unzela japix (Cramer, 1776)
- Unzela pronoe Druce, 1894

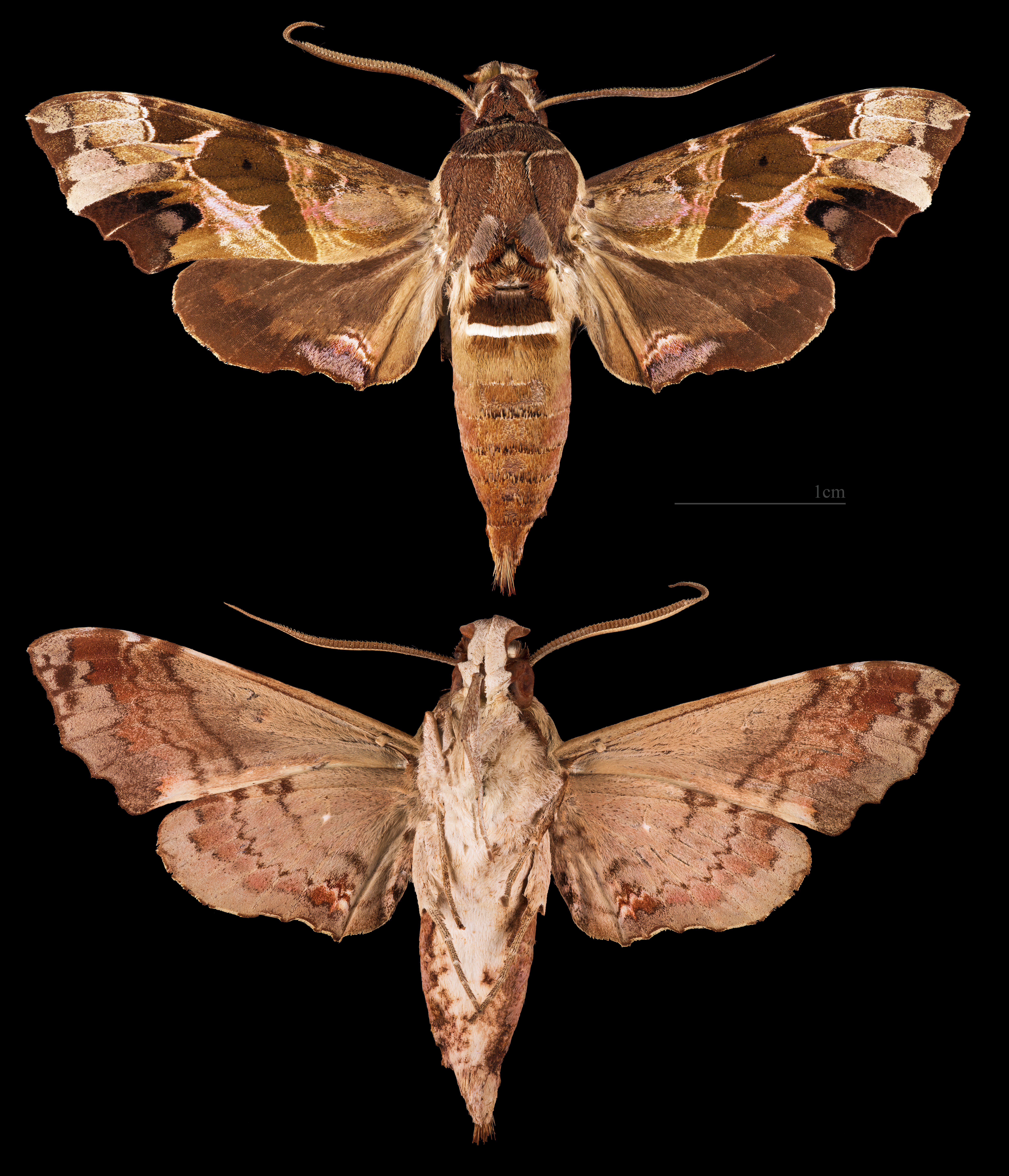
Unzela japix
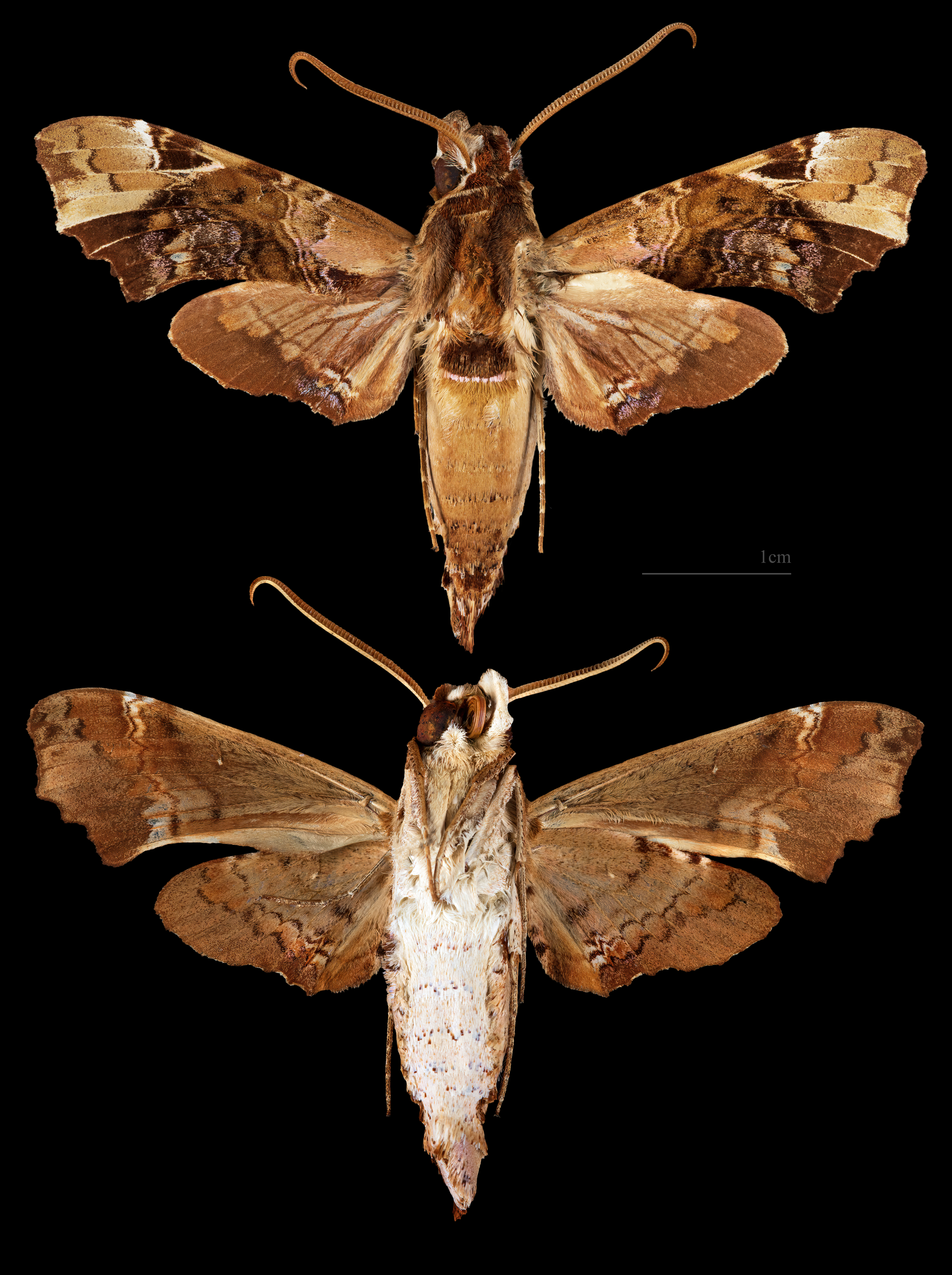
Unzela pronoe